# Iridana euprepes
Iridana euprepes is een vlinder uit de familie Lycaenidae. De wetenschappelijke naam van de soort is, als Iridopsis euprepes, voor het eerst geldig gepubliceerd in 1905 door Hamilton Herbert Druce.